# Metagonia modica
Metagonia modica là một loài nhện trong họ Pholcidae. Loài này được phát hiện ở Guatemala.